# Ынтымак (Жетысайский район)
Ынтымак (каз. Ынтымақ, до 1993 года — Микоян) — село в Жетысайском районе Туркестанской области Казахстана. Входит в состав Жанааульского сельского округа. Код КАТО — 514453600.

## Население
В 1999 году население села составляло 4103 человека (2108 мужчин и 1995 женщин). По данным переписи 2009 года в селе проживали 5384 человека (2744 мужчины и 2640 женщин).